# Pistolet maszynowy Mekanika Uru
Uru – brazylijski pistolet maszynowy kalibru 9 × 19 mm Parabellum produkowany przez Mekanika Industria e Comercio Ltda w Rio de Janeiro.

## Historia
Pod koniec 1974 roku Olimpio Vieira de Mello zaprojektował, a następnie zbudował prototyp pistoletu maszynowego Uru (gatunek ptaka). Na początku 1975 roku firma Mekanika wyprodukowała partię próbną tego pistoletu maszynowego. W tym samym roku przeprowadzono próby wojskowe tej broni.
W wyniku prób zmniejszono pojemność magazynka z 32 do 30 naboi, powiększono gniazdo magazynka (zaczęło spełniać rolę chwytu przedniego), powiększono przełącznik rodzaju ognia i zastąpiono drewniany chwyt pistoletowy wykonanym z tworzywa sztucznego..
W 1977 roku brazylijska armia zamówiła pierwsze pistolety maszynowe Uru, które zostały dostarczone po rozpoczęciu produkcji seryjnej w 1981 roku. Rok później powstał udoskonalony typ oznaczony jako Uru Modelo II.
Przez kilka lat Uru był produkowany w USA jako SAKO M683.

## Wersje
- Uru – pierwsza wersja ze stałą kolbą rurową.
- Uru Modelo II – wersja zmodernizowana z kolbą składaną.

## Opis techniczny
Pistolet maszynowy Uru jest bronią samoczynno-samopowtarzalną, działającą na zasadzie odrzutu zamka swobodnego. Przełącznik rodzaju ognia połączony z bezpiecznikiem umożliwia strzelanie ogniem pojedynczym i seriami. Stały celownik przeziernikowy ustawiony na 50 m. Lufa w osłonie, zakończona urządzeniem wylotowym spełniającym rolę hamulca wylotowego i osłabiacza podrzutu. Lufę standardową można zastąpić lufą wyposażoną w tłumik dźwięku lub lufą kalibru 22LR (do celów szkolnych).